# František Molík
František Molík (29. listopadu 1884 Citonice – 13. ledna 1967) byl československý politik, meziválečný poslanec a senátor Národního shromáždění za Republikánskou stranu zemědělského a malorolnického lidu (agrárníky).

## Biografie
Podle údajů k roku 1925 byl profesí domkářem v Citonicích u Znojma.
V parlamentních volbách v roce 1920 získal mandát v Národním shromáždění. Obhájil ho v parlamentních volbách v roce 1925.
Později přešel do horní komory parlamentu. Po parlamentních volbách v roce 1935 získal senátorské křeslo v Národním shromáždění. Mandát ale nabyl až v květnu 1938 poté, co rezignoval senátor Ferdinand Foit. V senátu setrval do jeho zrušení v roce 1939, přičemž krátce předtím ještě v prosinci 1938 přestoupil do nově vzniklé Strany národní jednoty.